# Tavastehus stadsvapen

Tavastehus stadsvapen.

Tavastehus stadsvapen är det heraldiska vapnet för Tavastehus stad i det finländska landskapet Egentliga Tavastland. Vapnet ritades av Gustaf von Numers och fastställdes 21 september 1956. Motivet är hämtat från det medeltida Tavastehus slott vid sjön Vånå. Vapnet är baserat på en gammal stadssigill från 1600-talet. Staden grundades år 1639.
Balsoneringen är: I ett rött fält en från nedre kanten vågskure mur, som sträckar sig från sköldens ena kant till den andra, varifrån det reser sig två branta torn och mellan dem en byggnad; allt i silver, fönsteröppningarna är svarta och ovanför slottet finns en gyllene sol med ett ansikte.

## Galleri

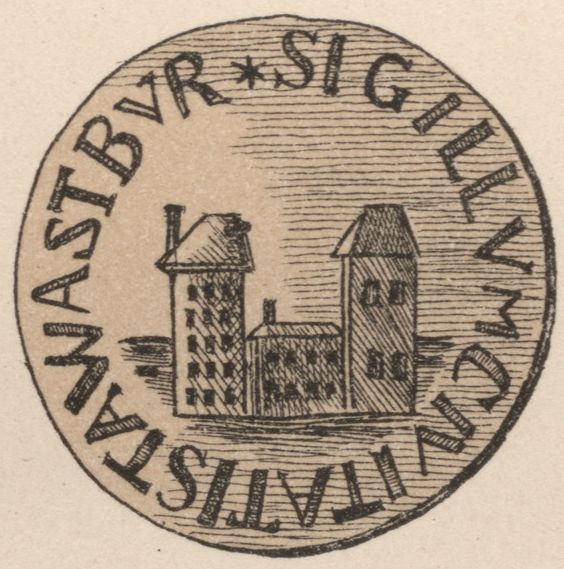
Ritning av Tavastehus stads sigill från 1651.
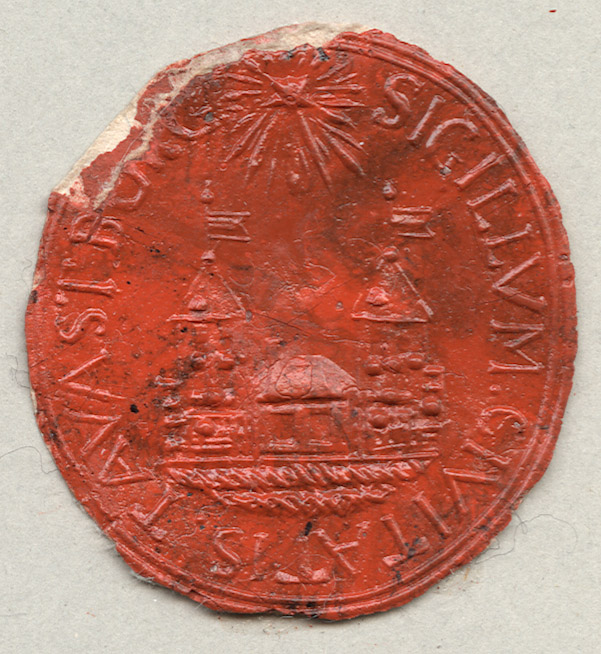
Tavastehus stads gammal sigill.
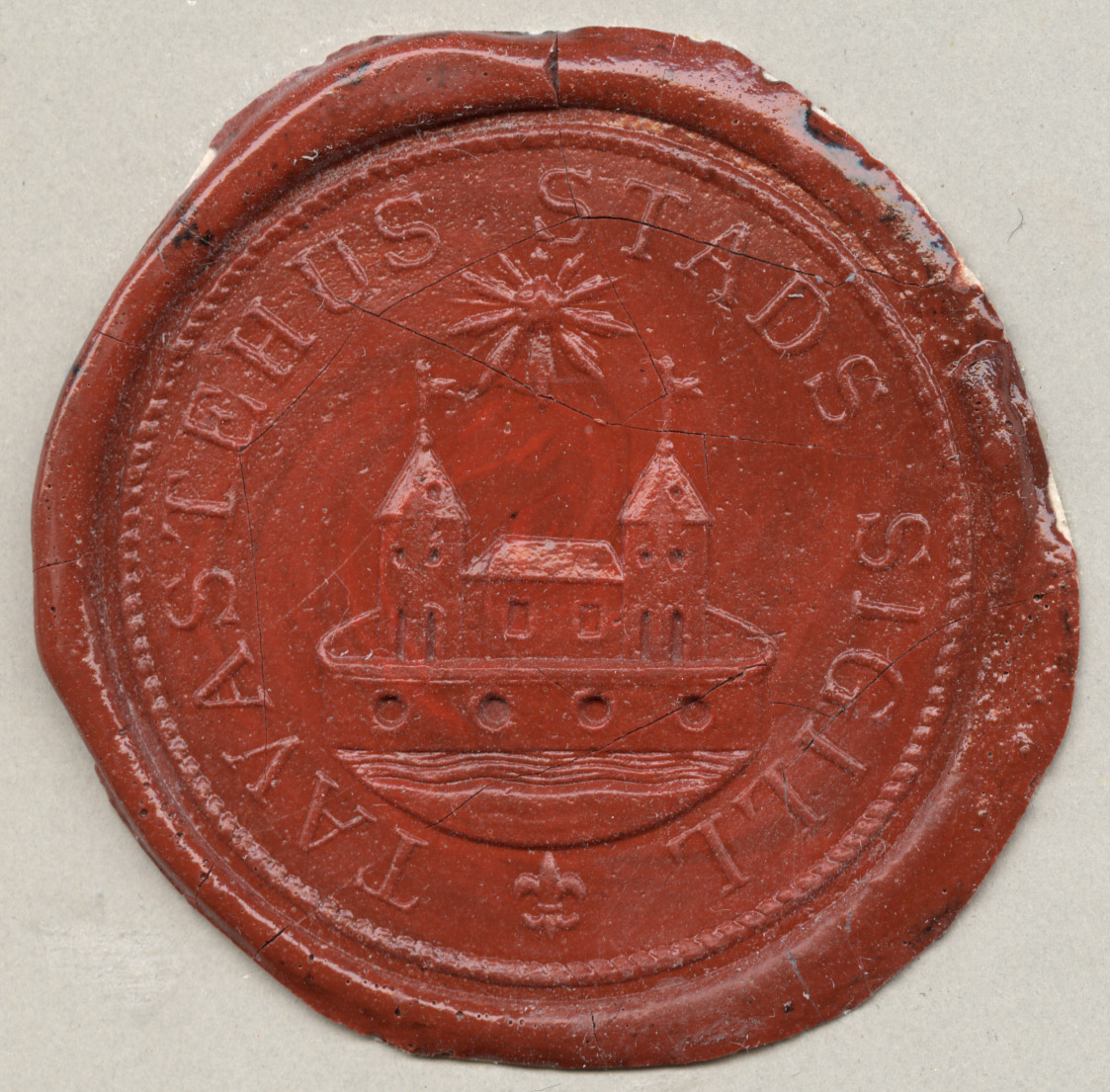
Tavastehus stads gammal sigill.
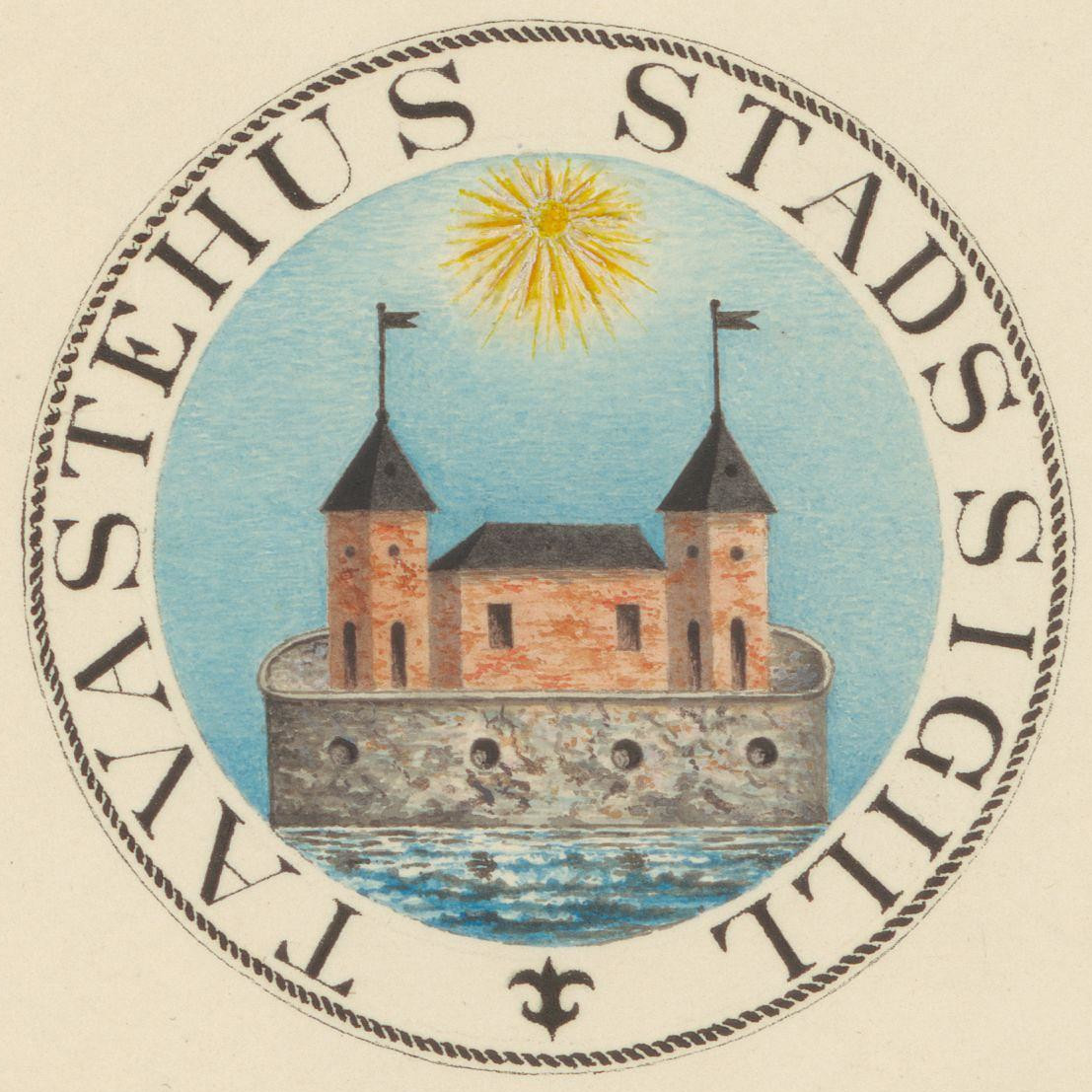
Färgad ritning av stadens gamla sigill.
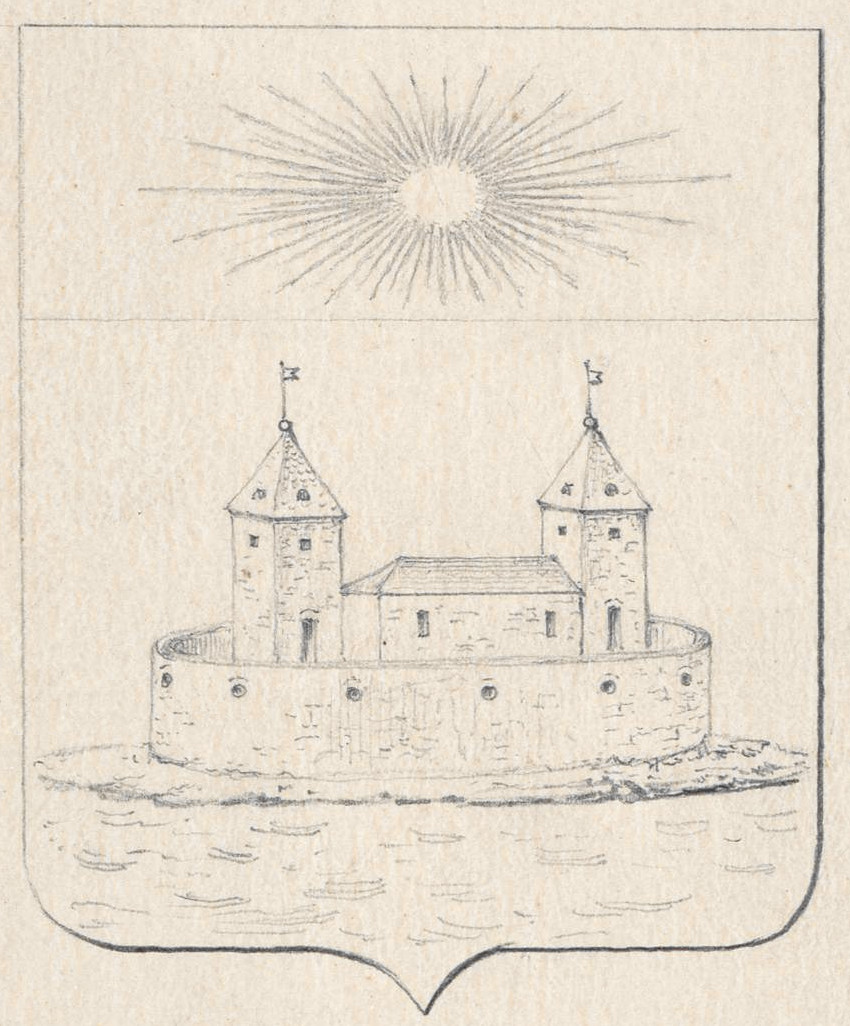
Bernhard von Köhnes skiss av Tavastehus stadsvapen från 1861.
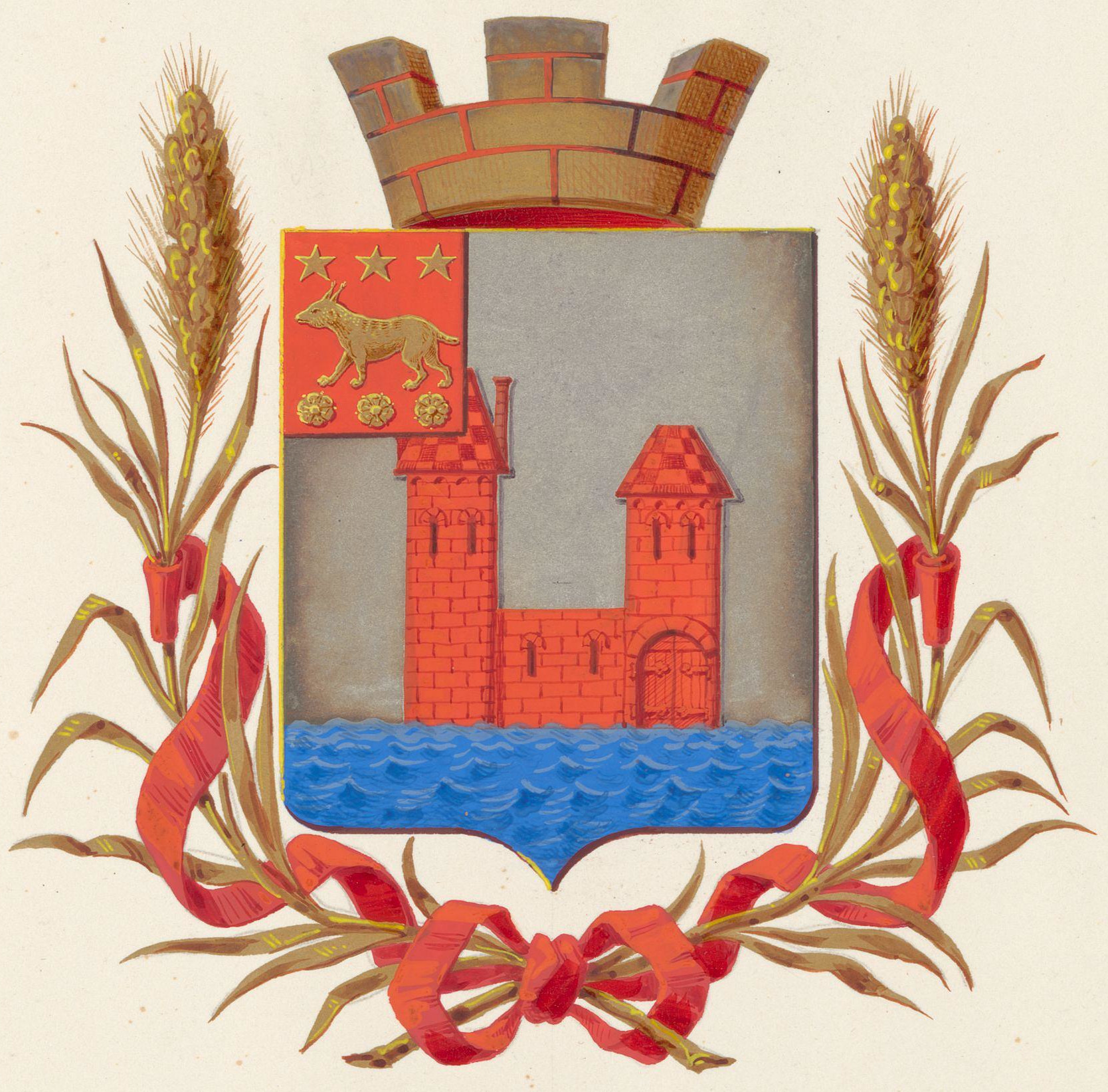
Von Köhnes förslag till Tavastehus stadsvapen 1861.
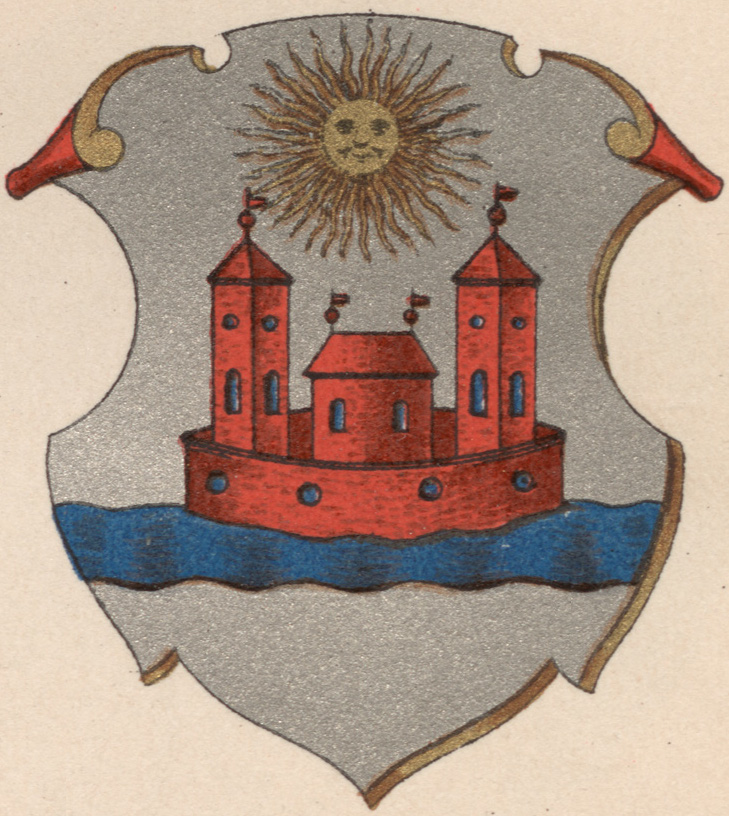
Georg Granfelts modell av Tavastehus stadsvapen från 1892.
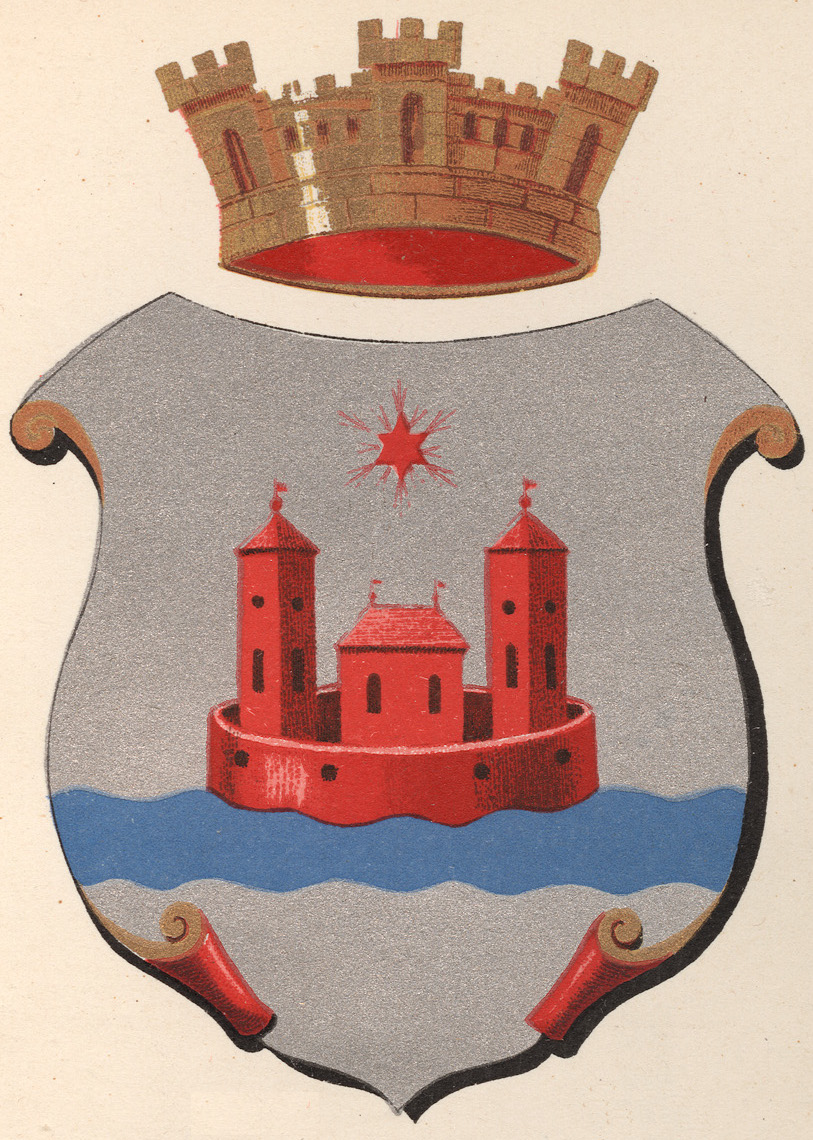
Tavastehus stadsvapen i postkortssamlingen Finlands städers vapen i början av 1900-talet.
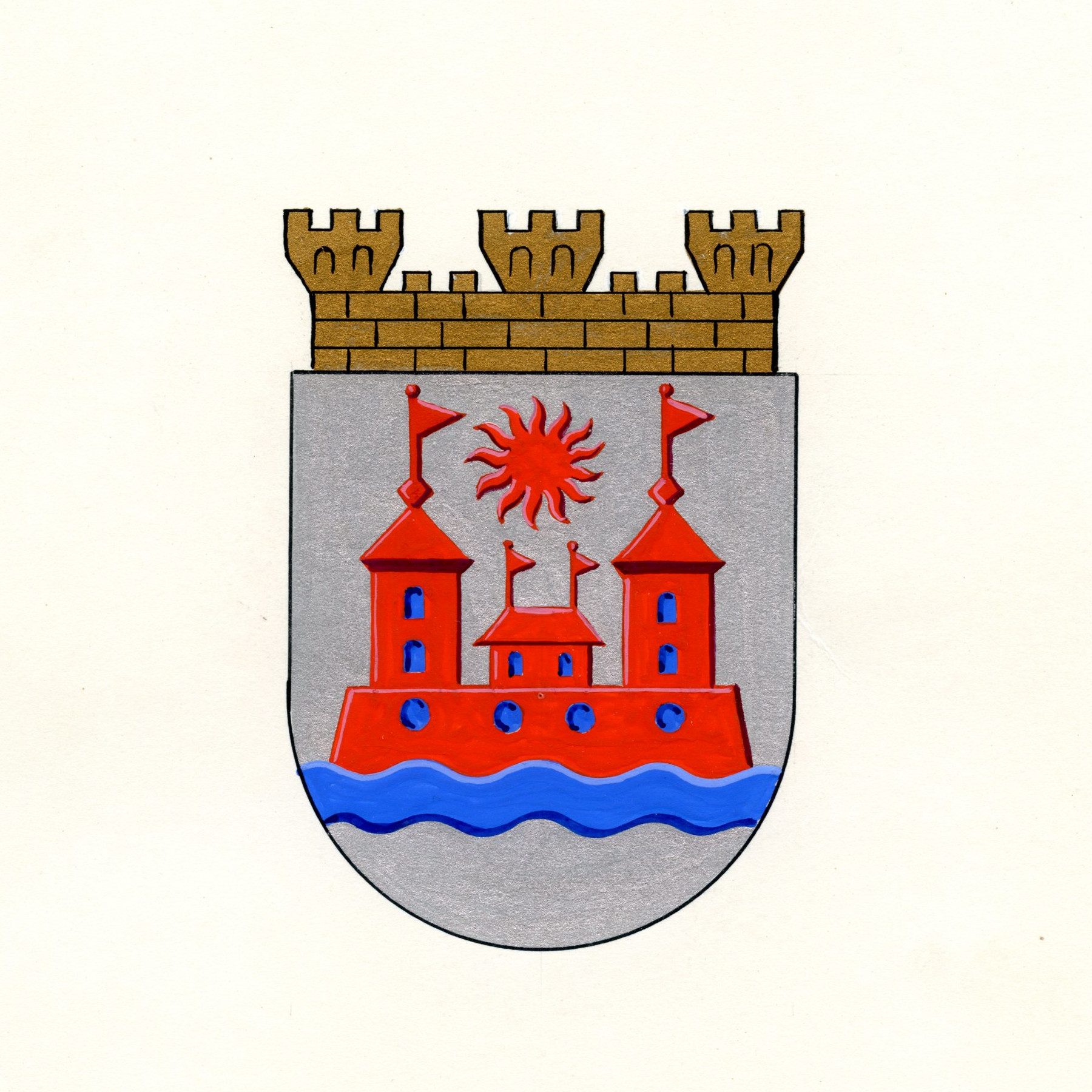
Heraldik Olof Erikssons modell av Tavastehus stadsvapen som donerades åt Riksarkivet år 1952.